# アドリアン・セントゥリオン
アドリアン・リカルド・セントゥリオン（Adrián Ricardo Centurión, 1993年1月19日 - ）は、アルゼンチン・ブエノスアイレス州・アベジャネーダ出身のサッカー選手。CAベレス・サルスフィエルド所属。ポジションはFW。

## 来歴
2008年からラシン・クラブのユースチームに所属し、2012年6月17日、AMSDアトレティコ・デ・ラファエラ戦でプロデビューを果たした。2013年9月2日、イタリアのジェノアCFCへ期限付きでの移籍が決まった。2016年8月9日、サンパウロFCからボカ・ジュニアーズにシーズンローンで加入し母国に復帰した。2017年、ジェノアに復帰した。

## タイトル
ラシン・クラブ
- プリメーラ・ディビシオン : 2014, 2018-19

ボカ・ジュニアーズ
- プリメーラ・ディビシオン : 2016-17